# Берещино (деревня, Нижегородская область)
Берещино — деревня в городском округе город Первомайск Нижегородской области.

## География
Находится в южной части Нижегородской области, недалеко от железнодорожной линии Арзамас I — Первомайск-Горьковский, на расстоянии приблизительно 7 километров (по прямой) на север-северо-запад от города Первомайска.

## История
Известна с 1833 года как сельцо помещика Чаплыгина. В середине XIX века здесь проживало более 300 крестьян, работали два завода. Позже местные жители работали углежогами и добывали местную железную руду для Ташинского завода. В советское время работал колхоз «Красная Звезда».

## Население
Постоянное население составляло 36 человек (русские 94%) в 2002 году, 30 в 2010.